# A Nun's Curse
A Nun's Curse è un film del 2019 diretto da Tommy Faircloth.

## Trama
Un gruppo di amici è costretto a fermarsi in una vecchia prigione abbandonata dove un tempo lavorava Sorella Monday, una suora che, prima di scomparire nel nulla, era stata sospettata di aver ucciso diversi detenuti. Nonostante siano passati anni, lo spirito di sorella Monday sembra ancora infestare il luogo e sarà proprio il gruppo di giovani a farne le spese.

## Distribuzione
Il film è stato distribuito dalla Uncork'd Entertainment.